# Academia de Medicina da Bahia

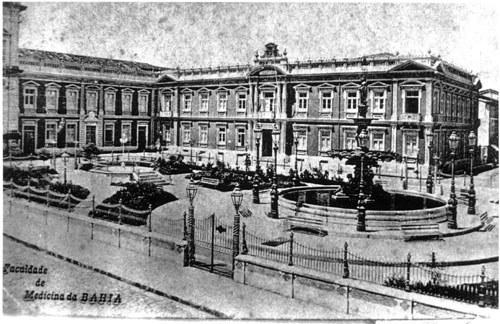
Antigas instalações da Faculdade de Medicina da UFBA, onde se realizam as sessões solenes da Academia de Medicina da Bahia.

A Academia de Medicina da Bahia é uma sociedade científica do estado brasileiro da Bahia. Foi fundada por Jayme de Sá Menezes, ex-membro da Academia de Letras da Bahia, ex-secretário estadual de saúde e ex-presidente do Instituto Histórico e Geográfico da Bahia. Foi um ex-presidente, Geraldo Milton da Silveira, desta academia que fundou a academia de medicina do estado vizinho, a Academia Sergipana de Medicina.
Foi fundada a 10 de julho de 1958, tendo como seu primeiro presidente João Garcez Froes.